# الأكاديمية البافارية للعلوم والإنسانيات
الأكاديمية البافارية للعلوم والإنسانيات (بالألمانية: Bayerische Akademie der Wissenschaften)  هي أكاديمية علوم، وشركة لنشر الكتب، تأسست في 1758، في ألمانيا، وهي عضوة في Union of German Academies of Sciences and Humanities ‏.